# Lénárt Attila
Lénárt Attila (Debrecen, 1983. május 27. -) magyar grafikus.

## Élete
Tanulmányait a Kölcsey Ferenc Református Tanítóképző Főiskola tanító szakán végezte, rajz-vizuális műveltségi területen. Tanárai Tamus István és Fátyol Zoltán voltak. Az elmúlt években hét alkalommal vett részt a Derecskén nyaranta megrendezett Hajdú-Bihari Grafikai Művésztelep munkájában, ami meghatározta szemléletét, szakmai-művészi irányultsága alakulását.

## Válogatott egyéni kiállítások
- Karácsonyi Sándor Kollégium, Berettyóújfalu – 2007
- Oázis Ifjúsági Ház, Derecske – 2008
- Benedek Galéria, Debrecen – 2009
- Művelődési ház, Konyár – 2010
- Derecske Városi Művelődési központ és könyvtár – 2011
- Művelődési és Ifjúsági Ház, Szentes – 2016
- Teleki László Városi Könyvtár és Művelődési Központ, Pásztó – 2016
- Galéria21 Debrecen, Ifjúsági Ház – 2016
- Szatmári Múzeum, Mátészalka (Múzeumok éjszakája) – 2017
- Szegedi Dóm Látogatóközpont (kiállítás, a Csipetnyi mese c. könyv bemutatója) – 2017

## Válogatott csoportos kiállítások
- Méliusz Juhász Péter Megyei Könyvtár és Művelődési Központ – 2008
- Hajdú-Bihar Megyei Őszi Tárlat, Debrecen – 2009
- Tanítóképző Főiskola Debrecen Bakos Tibor Kisgaléria – 2011
- Arany Palota, Nagyszalonta – 2011
- Nemzetközi Ex-libris kiállítás, Debrecen – 2012
- Apácai Galéria, Kolozsvár (Erdélyi Magyar Művészpedagógusok Egyesülete) – 2012
- freshArt8 Kiállítás, Debrecen, Kassa, Stuttgart – 2016

## Más adatok
Szervezetek:
- Hajdú-Bihar Megyei Fiatal Alkotók Közössége – alapító tag
- Grafikusművészek Ajtósi Dürer egyesülete (GADE) – tag
- MANK (Magyar Alkotóművészeti Nonprofit Kft.) – tag
- Tanka János Irodalmi Kör – tag